# CT Arzneimittel
Die CT Arzneimittel GmbH war ein Arzneimittelhersteller mit Sitz in Ulm, der vor allem Generika produziert. Die bekannteste Präparatmarke von CT war Tussamag. Am 18. März  2010 wurde das Unternehmen an das Israelische Unternehmen Teva verkauft und mit AWD.pharma (Arzneimittelwerk Dresden) zusammengelegt.

## Geschichte
Der Apotheker Albert Mendel und der Kaufmann Paul Preuß gründeten 1917 den Großdrogenhandel in Berlin. Er expandierte schnell und lieferte über die Stadtgrenzen hinweg auch nach Thüringen, Brandenburg und Mecklenburg. 1922 wurde die Albert Mendel AG gegründet. Damit begann das junge Unternehmen mit der Produktion eigener Medikamente.
Das Unternehmen zog 1932 nach Berlin-Tempelhof und nannte sich fortan Chemische Fabrik Tempelhof – Preuß und Temmler. Nach dem Zweiten Weltkrieg wurden Teile des Betriebs durch die Siegermächte demontiert, sodass Paul Preuß das Unternehmen unter dem Namen „Chemische Fabrik Tempelhof“ neu gründete.
Das Unternehmen firmierte 1984 um und wurde unter dem Namen ct-Arzneimittel Chemische Tempelhof bekannt. CT Arzneimittel stellte die Eigenentwicklung ein und konzentrierte sich auf die Produktion von Generika.
Das Unternehmen war bis März 2010 ein Teil der Merckle Unternehmensgruppe und operierte als eigene Marke im Verbund der Ratiopharm-Gruppe.
2013 verschmolz das Unternehmen mit AbZ-Pharma, einer weiteren Tochter von Teva. Über AbZ-Pharma werden die Produkte des Unternehmens weiterhin vertrieben.